# Fadi Wazni
Fadi  Wazni  est  un  chef  d’entreprise  et  diplomate franco-guinéen, né à Beyrouth, au Liban. Il  est président du conseil d'administration de l'entreprise United Mining Supply (UMS)  et  président  du  conseil  d’administration  de  la  Société Minière de Boké (SMB),,,.

## Biographie
La famille Wazni est d’origine libanaise, établie en Afrique depuis plusieurs décennies.

## Activité minière
En 2002, Fadi Wazni fonde la société de transport et de la logistique United Minning Supply (UMS) dont il est en 2022, le PDG.
En 2014, il crée le  consortium  SMB-Winning à Conakry, qui regroupe plusieurs groupes actifs dans les domaines de l’extraction, de la production et du transport de bauxite, dont UMS, le transporteur singapourien Winning Shipping International, l’aluminier chinois  Shandong  Weiqiao - tous  trois  co-actionnaires  de  la Société minière de Boké (SMB),.
En 2018, le consortium SMB-Winning devient le premier exportateur de bauxite du pays en 2018 : il exporte notamment plus de 42 millions de tonnes vers la Chine,.
En 2018, le consortium SMB-Winning signe un partenariat avec Louis Berger, société mondiale de conseil en ingénierie, et la Société d’Études Environnementales et Sociales (SEES), pour créer des études sur l’impact de son industrie sur le territoire.

## Diplomatie
Fadi Wazni est Consul honoraire des Pays-Bas en Guinée (2023).